# VOX (формат файла)
Dialogic ADPCM или VOX – это формат аудиофайлов, оптимизированный для хранения оцифрованных голосовых данных с низкой частотой дискретизации. Файлы VOX чаще всего встречаются в телефонных приложениях, а также иногда в аркадных играх. [ необходима цитата ] Он использует алгоритм сжатия с потерями, оптимизированный для голоса, а не для высокой точности.
Подобно другим форматам ADPCM, Dialogic ADPCM сжимает аудиоданные в серию 4-битных выборок. В исходном документе Dialogic ADPCM (ссылка на который приведена ниже) не указывается и не упоминается частота записи или воспроизведения; это может быть на усмотрение исполнителя. Однако традиционно файлы обычно имеют частоту дискретизации 6000 или 8000 выборок в секунду, но более распространено 8000 выборок в секунду (8000 Гц). 8000 Гц соответствует частоте дискретизации, используемой в голосовых системах G.711, таких как DS1 .
В отличие от файла WAV, файл VOX не содержит заголовка для указания формата кодирования или частоты дискретизации, поэтому эта информация должна быть известна для воспроизведения файла. Если это не известно, обычно предполагается, что файл VOX кодируется с помощью Dialogic ADPCM с частотой дискретизации 8000 Гц. Возможно, файл VOX может быть закодирован в формате, отличном от Dialogic ADPCM, но это нечасто.
Dialogic ADPCM - это открытый формат файла. Он соответствует стандарту ITU-T G.721, позже замененному G.726.
Алгоритм для Dialogic ADPCM был разработан Oki Electric, которая также занимается производством микросхем, таких как Oki Semiconductor MSM7580 для реализации алгоритма в аппаратных средствах. Эти микросхемы использовались в популярных интерфейсных платах телефонии, производимых Dialogic Corp для использования в голосовой почте и подобных системах. Поскольку это было наиболее распространенное использование формата файла, он стал известен как «Dialogic ADPCM».
Некоторые ранние телефоны BlackBerry, не поддерживающие формат MP3 (например, 7100), использовали этот кодек для звуковых файлов с расширением типа файла ADP. Максимальный размер файла должен быть не более 128 Кбайт.
Расширение типа файла ADP было переименовано в расширение типа файла VOX.